# Oberleichtersbach
Oberleichtersbach – miejscowość i gmina w Niemczech, w kraju związkowym Bawaria, w rejencji Dolna Frankonia, w regionie Main-Rhön, w powiecie Bad Kissingen, wchodzi w skład wspólnoty administracyjnej Bad Brückenau. Leży w Rhön, około 22 km na północny zachód od Bad Kissingen, przy drodze B27.

## Dzielnice
W skład gminy wchodzą następujące dzielnice: Oberleichtersbach, Unterleichtersbach, Modlos, Breitenbach i  Mitgenfeld.

## Demografia
| Rok  | Liczba mieszk. |
| ---- | -------------- |
| 1970 | 1.653          |
| 1987 | 1.787          |
| 2000 | 2.046          |
| 2005 | 2.114          |

## Oświata
(na 1999)

W gminie znajduje się 100 miejsc przedszkolnych (z 105 dziećmi) oraz szkoła podstawowa (5 nauczycieli, 115 uczniów).